# Elena Dache
Elena Dache (født 24. marts 1997 i Galați, Rumænien) er en kvindelig rumænsk håndboldspiller, der spiller i HC Dunărea Brăila i Liga Naţională, som playmaker.